# Santon, Isle of Man
Santon är en parish i Isle of Man. Den ligger på den sydöstra delen av Isle of Man, 7 km sydväst om huvudstaden Douglas.